# Campeonato Mundial de Rugby M19 División A de 2005
El Campeonato Mundial de Rugby M19 de 2005 se disputó en Sudáfrica y fue la trigésima séptima edición del torneo en categoría M19.

## Resultados

### Primera Fase
| Pos. | Equipo        | Encuentros | Encuentros | Encuentros | Encuentros | Tantos  | Tantos    | Tantos     | Puntos Totales |
| Pos. | Equipo        | jugados    | ganados    | empatados  | perdidos   | a favor | en contra | diferencia | Puntos Totales |
| ---- | ------------- | ---------- | ---------- | ---------- | ---------- | ------- | --------- | ---------- | -------------- |
| 1    | Sudáfrica     | 3          | 3          | 0          | 0          | 109     | 34        | +75        | 14             |
| 2    | Nueva Zelanda | 3          | 3          | 0          | 0          | 111     | 25        | +86        | 14             |
| 3    | Australia     | 3          | 3          | 0          | 0          | 71      | 6         | +65        | 13             |
| 4    | Inglaterra    | 3          | 2          | 0          | 1          | 92      | 44        | +48        | 11             |
| 5    | Gales         | 3          | 2          | 0          | 1          | 131     | 40        | +91        | 10             |
| 6    | Francia       | 3          | 1          | 0          | 2          | 63      | 25        | +38        | 7              |
| 7    | Rumania       | 3          | 1          | 0          | 2          | 22      | 75        | -43        | 5              |
| 8    | Argentina     | 3          | 1          | 0          | 2          | 39      | 106       | -67        | 5              |
| 9    | Irlanda       | 3          | 1          | 0          | 2          | 23      | 55        | -32        | 4              |
| 10   | Escocia       | 3          | 0          | 0          | 3          | 31      | 83        | -52        | 4              |
| 11   | Georgia       | 3          | 0          | 0          | 3          | 6       | 85        | -79        | 0              |
| 12   | Japón         | 3          | 0          | 0          | 3          | 17      | 137       | -120       | 0              |

|  | Semifinales 1° al 4° puesto |

|  | Semifinales 5° al 8° puesto |

#### Resultados
| 1 de abril | Inglaterra | 32 - 11 | Escocia |  |  |

| 1 de abril | Francia | 6 - 10 | Australia |  |  |

| 1 de abril | Georgia | 0 - 16 | Irlanda |  |  |

| 1 de abril | Japón | 5 - 15 | Rumania |  |  |

| 1 de abril | Nueva Zelanda | 25 - 8 | Gales |  |  |

| 1 de abril | Sudáfrica | 62 - 18 | Argentina |  |  |

| 5 de abril | Argentina | 0 - 38 | Australia |  |  |

| 5 de abril | Sudáfrica | 32 - 7 | Irlanda |  |  |

| 5 de abril | Francia | 48 - 0 | Georgia |  |  |

| 5 de abril | Japón | 9 - 43 | Inglaterra |  |  |

| 5 de abril | Nueva Zelanda | 62 - 0 | Rumania |  |  |

| 5 de abril | Escocia | 12 - 44 | Gales |  |  |

| 9 de abril | Australia | 23 - 0 | Irlanda |  |  |

| 9 de abril | Argentina | 21 - 6 | Georgia |  |  |

| 9 de abril | Japón | 3 - 79 | Gales |  |  |

| 9 de abril | Nueva Zelanda | 24 - 17 | Inglaterra |  |  |

| 9 de abril | Sudáfrica | 15 - 9 | Francia |  |  |

| 9 de abril | Escocia | 8 - 7 | Rumania |  |  |

### Semifinales 9° al 12° puesto
| 13 de abril | Escocia | 32 - 10 | Georgia |  |  |

| 13 de abril | Japón | 18 - 36 | Irlanda |  |  |

### Semifinales 5° al 8° puesto
| 13 de abril | Gales | 36 - 18 | Argentina |  |  |

| 13 de abril | Francia | 36 - 17 | Rumania |  |  |

### Semifinal 1° al 4° puesto
| 13 de abril | Nueva Zelanda | 25 - 25 | Australia |  |  |

| 13 de abril | Sudáfrica | 17 - 12 | Inglaterra |  |  |

### 11° puesto
| 17 de abril | Japón | 24 - 0 | Georgia |  |  |

### 9° puesto
| 17 de abril | Escocia | 8 - 15 | Irlanda |  |  |

### 7° puesto
| 17 de abril | Argentina | 13 - 21 | Rumania |  |  |

### Quinto puesto
| 17 de abril | Gales | 10 - 13 | Francia |  |  |

### Tercer puesto
| 17 de abril | Australia | 29 - 21 | Inglaterra |  |  |

### Final
| 17 de abril | Sudáfrica | 20 - 15 | Nueva Zelanda |  |  |

| Bandera de Sudáfrica |
| Campeón Sudáfrica    |
| Tercer título        |